# ميلودي (ممثلة ميانمارية)
ميلودي (بالبورمية: မယ်လိုဒီ)‏ هي ممثلة ميانمارية، ولدت في 6 سبتمبر 1982 في Twante Township ‏ في ميانمار.